# ML-8地雷
ML-8 诡雷（俄语：：，意为“ML-8 诱饵雷，陷阱雷”）是苏联在1980年代中期开发的一种高级反步兵诡雷，是一种高爆（HE）、机械、烟火延时（P-DLY）武装、击针待击装置、压力释放装置（PRES-R）、防升力装置（ALD）的爆炸装置。它旨在克服其前身MS-3和ML-7的设计缺点，并成为日后俄罗斯军队的主力诡雷之一。ML-8以其改进的引信机制、更可靠的引爆延迟以及独特的自动无效装置而闻名，使其在战术部署中更具效率和安全性。

## 历史与发展
在阿富汗战争期间，苏联军队很快就让阿富汗圣战者放弃了移除和重新部署苏军地雷以对抗苏军的做法。这主要得益于ML-7等诡雷的有效应用。然而，ML-7（以及其前身MS-3惊喜地雷）仍然存在一些需要解决的缺陷。
ML-7的缺陷：
- 爆炸当量相对较小： 总装药量为44克，有时无法稳定引爆反坦克地雷。
- 目标传感器保持力临界： 最小保持力为300克，与一些新型反步兵地雷（如PMN-4，重300克）的重量相近，可能导致临界情况。
- 双保险销： 拥有两个保险销而非一个，增加了操作的复杂性。
- 传感器行程短： 目标传感器的微小行程（3-4毫米）使得操作员难以判断是否已被正确加载。

MS-3的缺陷：
- 重型和笨重： 重达660克，体积庞大，不便于携带和部署，且需要较大的挖掘量。
- 应用限制： 仅适用于反坦克地雷和部分重型反步兵地雷（如OZM-72、MON-90，重量超过5公斤）。
- 未完全预装： 需要单独安装MD-9雷管。

ML-7和MS-3的共同缺陷：
- 布设位置限制： 两者都需要将地雷或物品放置在诡雷的边缘，以便操作员能够接触到保险销。
- 延迟引爆机制（MDA）不稳定： MS-3的机械式MDA和ML-7的液压机械式MDA的工作时间都极大地依赖于环境温度，从炎热条件下的数十秒到寒冷条件下的数小时不等，这大大增加了不确定性。
- 无防护错机制： 如果目标传感器未被正确加载，延迟引爆机制启动后，两者都会引爆，从而暴露布雷事实并可能造成不必要的损失。

为了解决这些问题，ML-8诡雷于1980年代中期在苏联开发。它在阿富汗战场仅进行了有限的测试，但在苏联解体后被积极生产，并至今仍是俄罗斯军队现役的主要诡雷。

## 设计与构造[1][2][3][4][5]
ML-8 采用了全新的设计理念，旨在提高可靠性、操作简便性并增加安全性。

### 主要部件
ML-8 采用塑料外壳，整体呈长方体状，外观类似一款土黄色肥皂。其主要部件包括：
- 引信： 一个圆柱形引信贯穿雷体整个长度。
- 红色盖帽： 引信外部有一个红色盖帽，用于遮盖延迟引爆机构。
- 塑性炸药： 雷体侧面连接一个可拆卸的塑料容器，内含80克塑性炸药PVV-5A。容器盖可以轻松打开，以便放置额外装药或预制破片。
- 金属踏板传感器： 雷体顶部连接一个可翻转的金属踏板式卸载式目标传感器，下方是一个螺纹杆，即实际的传感器。

### 引信机制与延迟引爆
ML-8 的引信核心是热电式延迟引爆机构（MDA）。这类似于手榴弹中的延迟引信，具有一个固定且稳定的工作时间：2至2.5分钟，不受外界环境温度影响。这相比ML-7和MS-3的温度依赖性的延迟引信是一个巨大的进步。
激活MDA的步骤非常简单：拧下红色盖帽，拉出约80厘米的尼龙线，然后迅速将其完全拔出。这会启动延迟引信完成部署。

### 自动无效装置
ML-8最重要的改进之一是其自动无效装置。如果MDA工作完成后（即2-2.5分钟后），目标传感器没有被正确加载（例如，被诡雷的物品或地雷没有正确压住传感器），ML-8不会像其前身那样爆炸，而是会自动无效。在这种情况下，地雷会变成一个“死雷”（“砖头”），虽然仍包含炸药，但不会引爆，从而避免了意外爆炸，防止了布雷点暴露给敌方。
这一自自动无效机制也是通过热电原理实现的：引信内包含两个热电延迟元件，其中一个比另一个的燃烧时间长约2秒。如果传感器未被加载，第一个延迟元件燃尽后，雷管活塞仍会保持原位，当第二个延迟元件燃尽时，击针会击空。此外，一根针也会阻止活塞进入战斗位置。
如果ML-8正常工作，则在第一个延迟元件燃尽后，一个弹簧驱动的推杆会将雷管活塞推到击针轴线上。但击针此时仍被传感器踏板压住的战斗推杆固定。只有当负荷解除（即敌方移动了被诡雷的物品或地雷）时，击针才会被释放，撞击雷管帽，引爆雷管并触发主装药。
装药量
ML-8 的主装药量为80克PVV-5A塑性炸药，这远高于ML-7的44克。这个装药量足以可靠地引爆任何反坦克地雷，并对拾取被诡雷物品的人员造成毁灭性伤害。
技术参数
- 尺寸：     114 x 60 x 40 毫米
- 总重：     370 克
- 装药量：     80 克
- 炸药类型：     PVV-5A （PETN）塑性炸药
- 目标传感器类型： 卸载式（压力解除触发），金属踏板
- 目标传感器保持力： 250 克以上
- 踏板尺寸：     70 x 30 毫米
- 传感器行程： 8-10 毫米（可调节，螺纹杆设计）
- 雷体材料： 黄绿色塑料
- 延迟引爆机构     (MDA) 工作时间： 120-150 秒（2-2.5 分钟），与环境温度无关

## 应用与布设
ML-8 具有高度的通用性，可用于对反坦克地雷、反步兵地雷以及各种让人“感兴趣物品”进行防移除处理，甚至对非常轻的物品也能有效作用，包括PMN-4等新型反步兵地雷。

### 安装步骤
1. 准备坑位： 如果需要，在主地雷或物品下方挖一个用于放置ML-8的浅坑。
2. 启动MDA： 拧下红色盖帽，拉出约20厘米的尼龙线，将ML-8放入坑中，并将拉出的尼龙线引出坑外。
3. 放置主地雷/物品： 用泥土填充ML-8周围的空隙，确保其传感器踏板自由且略高于坑内地面。将主地雷或目标物品放置在ML-8的传感器踏板上方，确保其被充分压住。对于轻型反步兵地雷，可能需要轻柔地按住主地雷的侧面，以确保ML-8传感器被有效加载。
4. 启动MDA并撤离： 完全拉出尼龙线，启动ML-8的MDA。然后立即撤离至安全距离。

### 布设策略
ML-8 的长尼龙线启动机制允许操作员将其放置在主地雷或物品的中心下方，而不仅仅是边缘。这使得诡雷更难被目视发现或通过简单触探来检测，显著增加了排雷难度。当然，操作员也可以选择将其放置在边缘，以便在启动MDA时更好地控制传感器的加载。
除了标准应用，经验丰富的工兵还开发了许多非标准用法。例如，俄乌战争中士兵将ML-8集成到FPV无人机的虚假电池组中，当敌方士兵发现并试图拆卸无人机时触发。或通过切割踏板并调整传感器的深度，制造更加隐蔽和难以预测的诡雷效果。

## 解除与处理[6]
由于ML-8的防移除设计和其改进的可靠性，任何被ML-8诡雷化的地雷或物品都应被视为极其危险，并且只能通过就地销毁来处理。或者使用明显的标识物体标记雷区等待工兵进一步处理。
危险性： 任何试图移动、解除或拆卸被ML-8诡雷化的地雷或物品的行为都是极其危险的，即使是专业排雷人员也应避免近距离操作。

### 销毁方法
- 附加装药引爆： 在安全距离外，使用附加的炸药（如TNT药块）对目标进行引爆。
- 远程拖拽： 对于一些物品，可使用长绳和钩子等工具，从掩体后方进行远程拖拽，触发引爆。
- 扫雷线形装药： 使用UR-77“毒龙”（УР-77      «Змей Горыныч»）或ZRP-2“小径”（ЗРП-2 «Тропа»）等扫雷车发射线形装药进行区域清除。

### 预防性销毁
如果在某个区域内发现有使用ML-8进行诡雷化的迹象，所有发现的爆炸物都应立即就地销毁，不应为了节省炸药而进行集中收集，因为收集过程本身存在巨大的风险。

### 特殊情况
对于像OZM-72等反步兵地雷的金属外壳（在爆炸后可能残留在土壤中），即使在排雷后，这些外壳也应被视为潜在危险，因为其下方可能隐藏了未被引爆的ML-8。因此，在清除这些残留物时，也应使用远程方法，例如用绳索钩住并拉动。

### 缴获的ML-8
缴获的ML-8，即使看似处于安全状态，也绝不能被重新使用。它们应与其他未爆弹药一起，在指定的安全地点进行销毁。其内部复杂的自中和机制和被重新设置的潜在风险意味着任何非专业的尝试都可能导致危险。

## 设计优缺点

### 优点
- 通用性强： 适用于各种反坦克地雷、反步兵地雷以及轻型物品的诡雷化，包括PMN-4。
- 内置防错机制： 这是ML-8最显著的优势。如果传感器未被正确加载，地雷将自动中和，不会爆炸，避免暴露布雷位置和不必要的损失。
- 装药量合理：     80克的装药量足以可靠引爆任何反坦克地雷，且不会像MS-3那样过量。
- 稳定的延迟引爆时间： 热电式MDA提供固定且不受温度影响的2-2.5分钟延迟，提高了布设的可靠性。
- 隐蔽性好： 通过长尼龙线启动，可以将其放置在主地雷或物品的中心下方，增加诡雷的隐蔽性。
- 完全预装： 出厂时已完全预装好，可直接使用。
- 操作简便： 相比前代产品，布设过程更简单。

### 缺点
- 相对较重： 相比ML-7（100克），ML-8（370克）的重量更大，单兵携带量受限。这主要是因为其内部含有较多的金属部件，以实现更复杂的引信和自中和机制。然而，其更大的爆炸当量和可靠性弥补了这一点。
- MDA启动时有烟雾：     热电式MDA启动时会产生烟雾，这在需要极其隐蔽布设的少数情况下可能是一个问题，但通常不构成重大障碍。
- 缺乏现代材料应用： 作为1980年代的设计，ML-8在材料上可能未能充分利用现代复合材料的优势，导致其相对较重。未来，使用更轻材料的诡雷可能会进一步减重。